# 농서 장씨
농서 장씨(隴西張氏)의 시조는 미상으로 연원은 접할 수 없다. 농서 장씨는 1985년 인구 조사에는 나타나지 않았으며 2000년 조사에 처음 확인되었다. 그러므로 1985년 이후에 중국에서 이주한 성본으로 보인다.

## 본관
농서는 중국 감숙성에 속한 지명으로 중국(中國) 진나라, 한나라 시대(時代)의 군(郡) 이름이다. 농서는 지금의 감숙성 임조부에서 공창부의 서쪽에 걸친 곳으로 서역에 가까운 곳이다.

## 인구
농서 장씨는 1985년 조사에서는 나타나지 않았고, 2000년에 8가구, 26명으로 나타났다.

## 같이 보기
- 감숙성
- 농서